# Крайцери проект 84
Крайцери проект 84, нереализиран проект ПВО крайцери на ВМФ на СССР.

## История
През 1954 г. Главкома на ВМФ на СССР Н. Г. Кузнецов инициира разработката на крайцери за ПВО, получили номер на проекта 84. Ескизният проект на кораба трябва да бъде подготвен към II квартал на 1958 г., а техническият – към I квартал на 1959 г. Планира се строителството на серия от 5 крайцера в корабостроителните заводи №189 и №444. Влизането им в строй се планира за 1964 г.
Общите размери на крайцерите от проекта 84 са съпоставими с размерите на крайцерите от проекта 68-бис. Конструкцията на корпуса е гладкопалубна. Пълната водоизместимост трябва да съставлява 14 – 15 хиляди тона, скоростта на пълен ход – 32 възела, далечината на плаване с икономичен ход – 5000 мили.
Въоръжението на чисто артилерийския крайцер е специално. Като главен калибър трябва да се използват мощните универсални 180-мм двуоръдейни куполни установки СМ-48. По проект ъгъла на възвишение на оръдията съставлява от −3 до +76 градуса, хоризонталната далечина на стрелбата е 36 км, досегаемостта по височина – 23 км, скорострелността е приблизително 9 – 10 изстрела в минута. Кулите се разполагат линейно-терасовидно по две на носа и на кърмата.
Освен СМ-48, крайцера трябва да носи шест 100-мм сдвоени куполни артустановки СМ-52 и шест 57-мм 4-стволни зенитни автомата ЗИФ-75. И тези и другите са разположени побордно. Управлението на артилерията се предполага да бъде с помощта на един КДП с РЛС (за стрелба по морски и въздушни цели) и две стрелбови РЛС за зенитния калибър („Фут-Б“ или „Турел“). Допълнително на кораба са предвижда и базирането на два вертолета Ка-15, за които е предназначен подпалубен хангар с подемник.
След отстраняването на Н. Г. Кузнецов от длъжността на Главком всички работи по крайцера проект 84 са прекратени.